# 사충서원 및 묘정비
사충서원 및 묘정비(四忠書院 및 묘정비)는 대한민국 경기도 하남시 상산곡동에 있는 서원과 비석이다. 2001년 4월 9일 하남시의 향토유적 제3호로 지정되었다.

## 사충서원
사충서원은 경기도 과천(현 동작구 노량진동) 사육신묘 입구로 들어가는 길 초입 동쪽에 있었다. 즉 예전의 노량진동사무소가 있던 사육신묘 입구 동산에 있었는데, 영조 1년(1725)에 세워진 사액서원(賜額書院)이었다. 사충서원은 1721～1722년 신임사화(辛壬士禍)로 희생된 김창집·이건명··조태채의 신위를 모신 곳이다.
경종이 즉위하자 후손이 없던 경종의 후계 문제로 노론과 소론이 당쟁을 하였다. 이때 경종을 옹립한 소론이 연잉군(영조)을 세자로 세운 노론 4대신 등을 역모로 몰아 죽였으나, 경종이 병사하고 영조가 즉위하자 이 네 명의 대신을 복권시키고 사충서원을 세워 모셨다.
흥선대원군의 서원 철폐를 모면했으나, 1927년 서원 부지가 철도용지로 편입되어 용산구 보광동으로 옮겼으나, 한국 전쟁으로 서원이 파괴되고 그 자리에 다시 세우는 것이 힘들어지자 1968년 현 위치에 다시 세웠다.

## 사충서원묘정비
옛 서원 터에서 함께 옮겨왔다. 비문은 오재순이 짓고 홍낙성이 썼으며, 김욱이 전액을 썼다. 묘정비는 1786년(정조 10)에 건립된 것으로 4대신의 행적과 임금이 승지를 보내 치제하게 한 일, 서원의 철폐·복설·이건과정의 내용을 기록하고 있다.

## 현지 안내문
사충서원은 신임사화(辛壬士禍)때 사약을 받은 김창집, 이이명, 이건명, 조태채를 제사지내기 위해 1725년(영조1) 과천 노량진에 설립되었던 서원이다. 이들은 영조를 옹립하려다 소론의 공격으로 모두 사약을 받은 사람들인데, 영조는 즉위한 뒤 이들을 포함한 관련자 전원의 지위를 회복시키고 이들을 제사지내기 위해 사충서원을 건립하였다.
서원이 처음 과천에 설립되었던 것은 이들이 모두 과천에서 왕래하였기 때문에 선비들이 과천에 사당을 건립하기를 희망하였고, 영조는 사육신서원과 거리가 가깝다고 하여 허가하였다. 1726년 영조2년에는 사충서원을 사액하고 치제하라는 명이 있어 사액서원이 되었다.
그러나 그 다음해에 정미환국으로 소론정권이 들어서자 이들은 다시 죄인이 되었고 서원도 따라 철폐되었다. 그후 1740년(영조16) 경신처분으로 이들을 다시 충신으로 판정하였으나, 서원을 곧바로 복설되지 못하다가 1756년(영조32)에 이르러서야 서원이 복설되면서 사충서원이라 부르게 되었다.
사충서원을 1868년(고종5) 대원군이 전국의 서원을 철폐할 때에도 철폐되지 않고 존속된 47개 서원 가운데 하나였다. 1927년 봄 사충서원 자리가 철도용지로 편입되게 되어 당시 고양군 한 지면 보광동(현재 용산구 보광동)으로 이건하였으나 한국전쟁으로 서원이 파괴되고 피난민들의 가옥이 난립하여 그 자리에 재건하는 것이 불가능하였다. 이에 따라 1968년 사림(士林)의 주선으로 현재의 자리에 이건, 중건하였다.

## 같이 보기
- 신임옥사

## 참고 자료
- 사충서원 - 한국서원연합회